# James Bradberry
James Bradberry (Pleasant Grove, Alabama, 4 de agosto de 1993) es un jugador profesional estadounidense de fútbol americano que se desempeña en la posición de cornerback en Philadelphia Eagles, equipo de la National Football League (NFL).

## Carrera
Fue seleccionado en la segunda ronda en la Reunión Anual de Selección de Jugadores de la NFL de 2016. Hizo su debut profesional con el equipo Carolina Panthers, en el cual jugó cuatro temporadas (2016-2020), después pasó a New York Giants (2020-2022), luego a Philadelphia Eagles, donde lleva jugando dos temporadas.